# Синєпольський Ігор Іванович
 Синєпо́льський І́гор Іва́нович — (15 березня 1938, м. Вінниця — 19 серпня 2021, м. Вінниця) — український живописець. Член Національної спілки художників України з 1965 р., Заслужений художник України (1998).

## Життєпис
Народився у м. Вінниці. Навчався у Київській художній середній школі у О. Н. Яблонської та Є. В. Волобуєва. Закінчив факультет живопису Харківського державного художнього інституту (1961). Педагог: С. Ф. Беседін. Був головою Вінницької обласної організації НСХУ (1986—1991).

## Творчість
Працював у жанрах станкового та монументального живопису, графіки. Спеціалізувався у написанні різними техніками сюжетних картин, пейзажів, портретів, натюрмортів. З 1963 р. був учасником обласних, республіканських, всесоюзних виставок, пленерів, конкурсів та мистецьких акцій.
|                                   | Ігор Синєпольський – художник, творчій особистості якого притаманне протиріччя. Це протиріччя приховане, воно існує на глибинному рівні підсвідомості. Теми його полотен візуально нескладні, позбавлені літературності, але несуть в собі первинний езотеричний зміст. Вони сприймаються оком, але відчуваються серцем. |
| — Юлія Присяжна, мистецтвознавець | |

## Нагороди, звання
- Заслужений художник України (1998).